# Monty Patterson
Pour les articles homonymes, voir Patterson.
Monty Mark Patterson, abrégé Monty Patterson, né le 9 décembre 1996 à Auckland, est un footballeur international néo-zélandais. Il évolue au poste d'attaquant à l'Atlético Ottawa.

## Carrière

### En club
En 2013, lorsqu'il joue au Eastern Suburbs, Monty Patterson est mis à l'essai et signe un contrat avec le club anglais d'Ipswich Town. Il se casse la jambe lors de son premier match de championnat lors de la saison 2015-2016. Il signe son premier contrat professionnel lors de l'été 2016, d'une durée d'un an.

### En sélection
Patterson est appelé en équipe de Nouvelle-Zélande olympique pour les Jeux du Pacifique 2015. Les néo-zélandais sont éliminés en demi-finale malgré leur victoire contre le Vanuatu, en raison de la participation d'un joueur non éligible au match, et ne participeront pas aux Jeux olympiques 2016.
Il est appelé pour la première fois en équipe de Nouvelle-Zélande pour participer à la Coupe d'Océanie 2016. Monty Patterson devient international lors du premier match de la compétition, contre les Fidji. Il est titulaire lors de la finale, que son équipe remporte aux tirs au but contre la Papouasie-Nouvelle-Guinée.
Le 31 janvier 2018, il est prêté à Wellington Phoenix.

## Palmarès
Patterson remporte le Championnat d'Océanie des moins de 17 ans en 2013 et la Coupe d'Océanie en 2016. Il est également élu meilleur buteur du tournoi en 2013.